# Мосин, Александр Григорьевич
Мосин Александр Григорьевич (4 [16] октября 1871, Шестерня, Херсонская губерния — 9 сентября 1929, Киев) — российский и советский оперный и камерный певец, тенор. Заслуженный артист УССР (1928).

## Биография
Родился 4 (16) октября 1871 года в селе Шестерня Херсонской губернии (ныне в Широковском районе Днепропетровской области) в семье учителя народной школы.
Учился в Херсонской учительской семинарии. В 1893—1897 годах учился пению в Московской консерватории (класс Е. Лавровской), которую окончил с малой серебряной медалью.
Дебютировал в оперном обществе М. Унковского. Выступал в Ярославле, Ростове. В 1902 году выступал в Санкт-Петербурге в частной опере В. Гвиди, в 1903—1905 годах — в Народном доме А. Р. Аксарина. В 1905—1908 годах — в Киеве.
20 марта 1907 года с партией Радамеса дебютировал в Большом театре, в котором затем солировал в 1908—1910 годах. В 1910—1918 годах — снова в петроградском Народном доме А. Р. Аксарина.
В 1923—1925 годах выступал в оперном театре Тифлиса, в 1925—1927 годах — Харькова, затем — Одессы. В 1927—1929 годах снова выступал в Киеве.
Умер 9 сентября 1929 года. Похоронен в Киеве на Лукьяновском кладбище (участок № 11).

## Творческая деятельность
Пел под руководством В. Авранека, М. Голинкина, Е. Гранелли, Э. Купера, Дж. Пагани, И. Палицына, В. Сука, Б. Яновского.
Исполнял романсы российских композиторов, в том числе П. Чайковского и С. Рахманинова.
Первые партии:
- Фитцгерберт («Потёмкинский праздник»);
- Белидор («Мададжара»);
- Каштанов («Взрыв»);
- Бастрюков («Сон на Волге»);
- Вронский («Анна Каренина»);
- Энцо («Джоконда»);
- Хлопуш («Орлиный бунт» Пащенко);
- Дюфрен («Заза»).

Партнёры:
- Л. Андреева-Дельмас;
- К. Антарова;
- Л. Балановская;
- К. Брун;
- Р. Горская;
- Е. Де-Вос-Соболева;
- М. Литвиненко-Вольгемут;
- В. Лосский;
- Л. Савранский;
- П. Тихонов;
- Ф. Шаляпин;
- Л. Яковлев.